# 凯文·金特罗
凯文·圣地亚哥·金特罗·查瓦罗（西班牙語：Kevin Santiago Quintero Chavarro，1998年10月28日—），哥伦比亚男子自行车运动员，2019年泛美运动会男子凯林赛和男子团体竞速赛金牌得主、男子竞速赛银牌得主、2022年世界场地自行车锦标赛男子凯林赛铜牌得主。